# 纖足宦蝦
纖足宦蝦（学名：Agononida tenuipes）为鎧甲蝦科宦蝦属下的一个种。